# リオネグロ (アンティオキア県)
リオネグロ（Rionegro）は、コロンビア・アンティオキア県の都市。人口は約12万人（2019年）。県都メデジンの東方40kmに位置している。

## 概要
リオネグロにはメデジンの主力空港ホセ・マリア・コルドバ国際空港が立地している。周辺には製造業や物流施設が集積しており、地域経済に大きく貢献している。市はコロンビアの中では豊かな自治体のひとつである。標高はメデジンより約600m高いため、気温は4℃くらい低い。
リオネグロの歴史は古く、メデジンより100年以上前に設立された。市内には植民地時代の街並みが残り、観光地としての側面もある。また、プロサッカーのリオネグロ・アギラスの本拠地としても知られている。
リオネグロ出身者の中ではサッカー選手のイバン・コルドバが有名である。

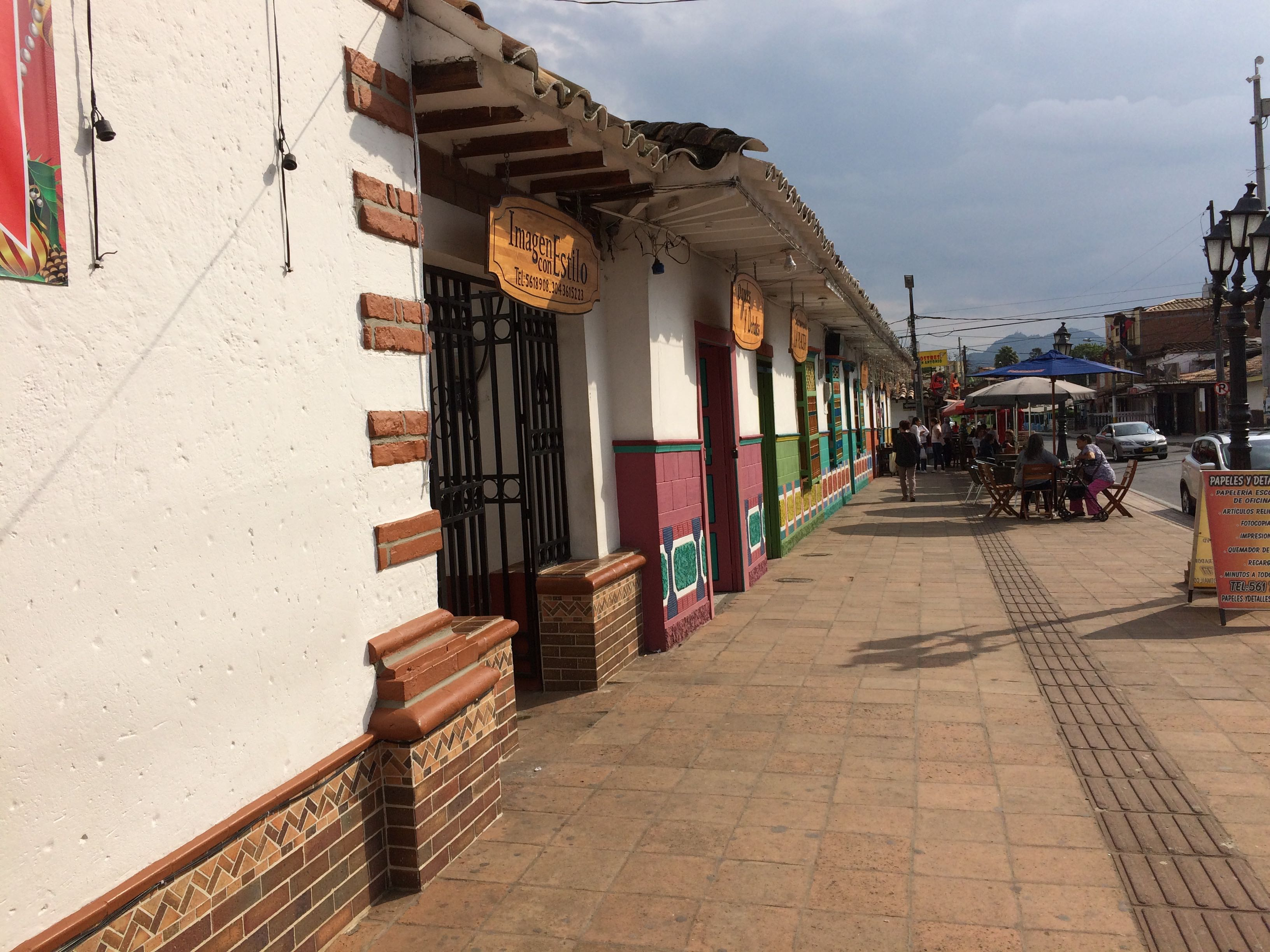